# Rede Manchete
Rede Manchete és una cadena de televisió brasilera que va ser fundada a Rio de Janeiro el 5 de juny de 1983 pel periodista i empresari ucraïno-brasiler Adolpho Bloch. La xarxa va romandre en antena fins al 10 de maig de 1999. Va formar part del Grupo Bloch, que va publicar la revista Manchete de Bloch Editores, la seva divisió editorial; la cadena de televisió va rebre el nom de la revista.
Amb equipament sofisticat i buscant un horari de classe alta, Manchete era coneguda per la seva programació basada en el periodisme, que abastava l'esport mundial i brasiler, amb esdeveniments esportius importants. Les telenovel·les, sèries i minisèries de Manchete també van fer història a la dramatúrgia televisiva brasilera. A més del seu propi horari, Manchete és conegut per emetre programes japonesos com tokusatsu i anime.
El maig de 1999, els socis Amilcare Dallevo i Marcelo de Carvalho (conegut com a Grupo TeleTV) van comprar les llicències de Manchete, van traslladar la seu a Barueri i van canviar el nom de la xarxa per RedeTV!.